# Кведа Саїрме
Кведа Саїрме (груз. ქვედა საირმე) — село в Грузії.
За даними перепису населення 2014 року в селі проживає 34 особи.